# Alekszej Viktorovics Tyiscsenko
Alekszej Viktorovics Tyiscsenko (oroszul: Алексей Викторович Тищенко; Omszk, 1984. május 29. –) kétszeres olimpiai bajnok orosz amatőr ökölvívó.

## Eredményei
- 2002-ben junior világbajnok pehelysúlyban.
- 2004-ben olimpiai bajnok pehelysúlyban.
- 2005-ben világbajnok pehelysúlyban.
- 2006-ban Európa-bajnok könnyűsúlyban.
- 2007-ben a világbajnokságon az elődöntőben kikapott a későbbi bajnok angol Frankie Gavintól, és ezzel a négy éve tartó veretlenségi sorozata tört meg.
- 2008-ban olimpiai bajnok könnyűsúlyban.

2007. március 11-én Vlagyimir Putyin pártja, az Egységes Oroszország (Единая Россия) színeiben képviselővé választották az Omszki terület önkormányzatába.